# Monika Michalik
Monika Ewa Michalik, född den 2 maj 1980 i Lubuskie, är en polsk brottare.
Hon tog OS-brons i mellanvikt i samband med de olympiska tävlingarna i brottning 2016 i Rio de Janeiro.